# Georg Baselitz
Georg Baselitz (nascido em 23 de janeiro de 1938) é um pintor, escultor e artista gráfico alemão. Um membro do movimento neoexpressionista, juntamente com pintores como Anselm Kiefer e A. R. Penck, na década de 1960 tornou-se conhecido através das suas pinturas figurativas e expressivas. Em 1969, começou a pintar os seus temas e personagens de cabeça para baixo, num esforço para superar o carácter representacional e orientado ao conteúdo dos seus trabalhos anteriores e enfatizar o artifício da pintura. Baseando-se em inúmeras influências, incluindo a arte da ilustração da era soviética, o período maneirista e as esculturas africanas, Baselitz desenvolveu a sua própria e distinta linguagem artística.

## Biografia
O pintor nasceu como Hans-Georg Kern em Deutschbaselitz, Alta Lusácia, Alemanha, hoje parte de Kamenz, Saxónia, no que mais tarde seria a Alemanha Oriental. O seu pai era professor do ensino básico e a família morava na escola local. Baselitz cresceu entre o sofrimento e a destruição da Segunda Guerra Mundial, e o conceito de destruição desempenha um papel significativo na sua vida e obra. Estas circunstâncias biográficas são aspectos recorrentes de toda a sua obra. Neste contexto, o artista afirmou numa entrevista: “Nasci numa ordem destruída, numa paisagem destruída, num povo destruído, numa sociedade destruída. E não queria restabelecer uma ordem: já tinha visto o suficiente disso. Fui forçado a questionar tudo, a ser 'ingênuo', a começar de novo." Ao interromper quaisquer ordens transmitidas e quebrar as convenções comuns de percepção, Baselitz transformou as suas circunstâncias pessoais em princípios artísticos orientadores. Até hoje, ainda inverte todas as suas pinturas, o que se tornou uma característica única e a mais marcante da sua obra.
Baselitz frequentou a escola local em Kamenz. Na sua sala de reuniões estava pendurada uma reprodução da pintura Wermsdorfer Wald (1859), de Louis-Ferdinand von Rayski, um artista realista que foi uma influência formativa em Baselitz. O artista também se interessou pelos escritos do teólogo luterano Jakob Böhme. Aos 15 anos, já tinha pintado retratos, temas religiosos, naturezas-mortas e paisagens, algumas em estilo futurista.
Em 1955, inscreveu-se para estudar na Kunstakademie em Dresden, mas foi rejeitado. Em 1956, matriculou-se com sucesso na Hochschule für Bildende und Angewandte Kunst, em Berlim Oriental. Lá estudou com os professores Walter Womacka e Herbert Behrens-Hangler, e fez amizade com Peter Graf e Ralf Winkler, mais tarde conhecido como A. R. Penck. Após dois semestres, foi expulso por "imaturidade sociopolítica", uma vez que não corresponderia às ideias socialistas da RDA.
Em 1957, retomou os estudos na Hochschule der Künste, em Berlim Ocidental, onde se estabeleceu e conheceu a sua futura esposa, Johanna Elke Kretzschmar. Em 1961, frequentou a master class de Hann Trier e concluiu os estudos no ano seguinte. As aulas de Trier foram descritas como um ambiente criativo amplamente dominado pela abstracção gestual do tachismo e do informalismo. Na Hochschule der Künste, Baselitz mergulhou nas teorias de Ernst Wilhelm Nay, Wassily Kandinsky e Kasimir Malevich. Durante este tempo tornou-se amigo de Eugen Schönebeck e Benjamin Katz. O historiador de arte Andreas Franzke descreve as principais influências artísticas de Baselitz nesta época como sendo Jackson Pollock e Philip Guston.
Em 1961, adotou o nome artístico de Georg Baselitz em homenagem à sua cidade natal.
Mesmo na República Federal da Alemanha, as suas obras não correspondiam aos valores e normas sociais, o que originou um escândalo em 1963, relacionado com a exposição de duas pinturas, na sua primeira exposição individual na galeria Werner & Katz, de Berlim. Foi um escândalo deliberadamente encenado, que posteriormente levaria ao seu confisco pelo Ministério Público.
Na Primavera de 1965, Baselitz foi bolsista da Villa Romana, em Florença. Em 1969 pintou o seu primeiro quadro, A Floresta, de cabeça para baixo, com uma inversão consistente de motivo. Foi seguido em 1970 na Galeria Franz Dahlem em Colónia pela primeira exposição em que apenas pinturas “de cabeça para baixo” foram apresentadas. Em 1971, o pintor mudou-se para Forst an der Weinstraße. Quatro anos depois, em 1975, adquiriu o Castelo Derneburg, listado como património histórico, perto de Hildesheim. Em 2006, Baselitz vendeu o Castelo de Derneburg ao coleccionador de arte norte-americano Andrew J. Hall, e mudou-se para Buch, um distrito de Inning am Ammersee, na Alta Baviera.
Baselitz é casado com Johanna Elke Kretzschmar desde 1962. Os filhos Daniel Blau e Anton Kern são galeristas. Baselitz mora em Salzburgo desde 2013. Aqui recebeu a cidadania austríaca juntamente com a sua esposa em 27 de Maio de 2015.
Em Julho de 2015, Baselitz planeou mas depois resolveu não retirar os seus empréstimos de museus alemães em protesto contra o endurecimento planeado da Lei Alemã de Proteção à Propriedade Cultural.